# Portas de Benfica

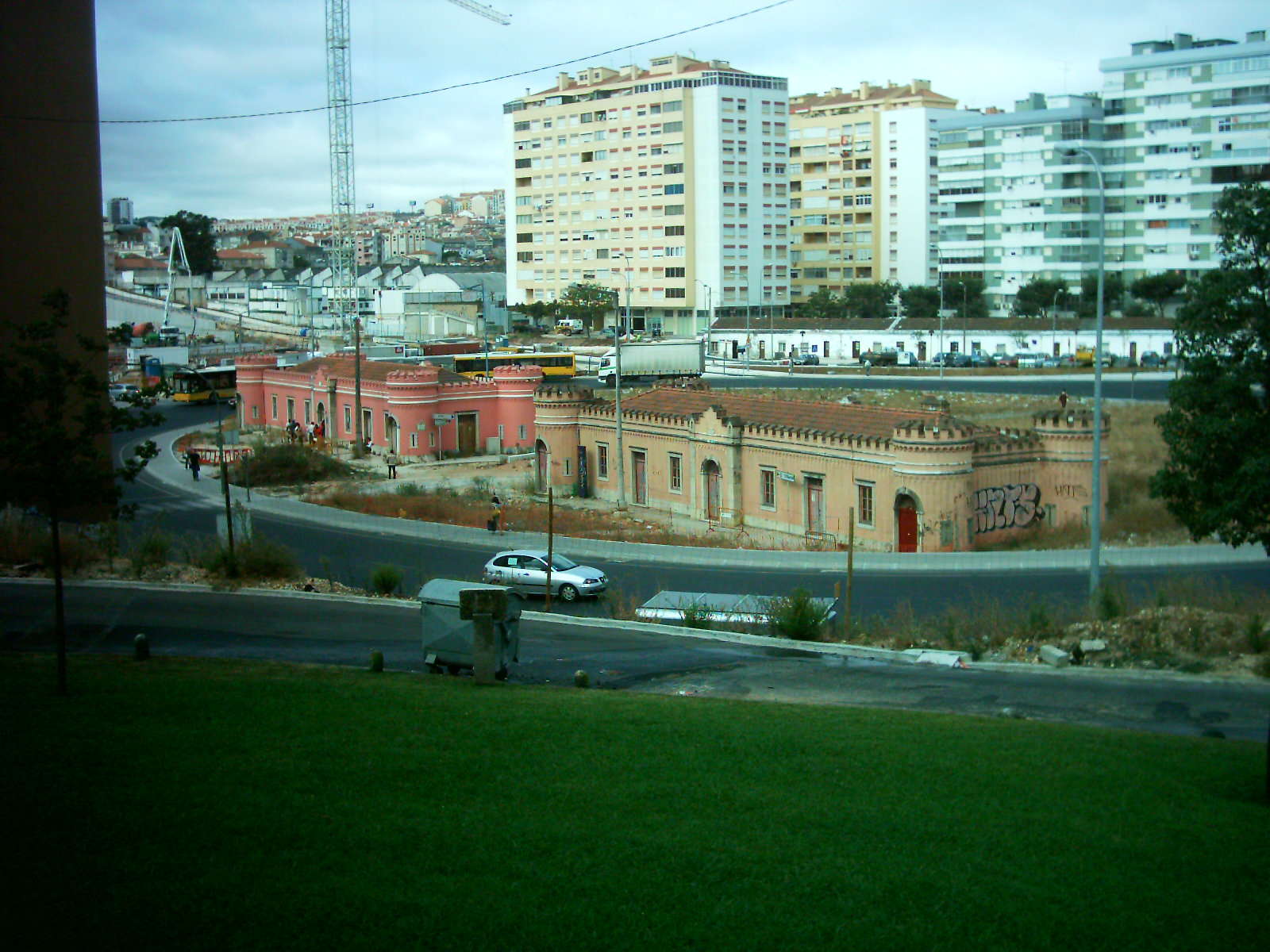
As Portas de Benfica em 2010, durante a construção do túnel da CRIL sob os edifícios.

As Portas de Benfica situam-se numa das extremidades da Estrada de Benfica na freguesia de Benfica. Estão no limite do concelho de Lisboa e servem de entrada para o concelho da Amadora, em Portugal.

## História
No século XIX existiam várias entradas para a cidade de Lisboa, mais precisamente 26. As Portas de Benfica eram um posto da guarda fiscal que assinalava o limite fiscal da capital, que terminou em 1892, marcando a fronteira entre as freguesias de Benfica (Intramuros), em Lisboa, e Benfica (Extramuros) (actual Amadora), em Oeiras.
As Portas de Benfica foram dos poucos edifícios que sobreviveram à urbanização desenfreada e desorganizada da zona envolvente. Em 1996 estavam quase em ruínas como propriedade do Ministério das Finanças. A 7 de Dezembro de 1996 começaram as obras de recuperação do edifício.
Depois das obras estarem concluídas, no edifício sul das Portas de Benfica instalaram-se a Orquestra Ligeira de Benfica e a sede da Associação da Comunidade de São Tomé e Príncipe. No edifício norte funciona desde 2001 o Centro de Informação "Em Cada Rosto Igualdade" (inicialmente a cargo da Organização Internacional para as Migrações e, atualmente, da Junta de Freguesia de Benfica).

## Placa Intermodal
Portas de Benfica constitui um ponto nevrálgico na rede de transportes da área metropolitana de Lisboa, com serviços da Carris e da Carris Metropolitana que permitem a ligação direta com a maior parte dos locais da cidade de Lisboa, assim como aos concelhos de Oeiras, Amadora e Sintra.

### Carris
Em Portas de Benfica fazem terminal as seguintes carreiras da Carris:
| Carreira | Destino                      |
| -------- | ---------------------------- |
| 758      | Cais do Sodré, via Sete Rios |
| 780      | ---carreira suprimida---     |

Portas de Benfica é também ponto de passagem das seguintes carreiras da Carris:
| Carreira | Percurso                                         |
| -------- | ------------------------------------------------ |
| 202      | Cais do Sodré ⇄ Linda-a-Velha                    |
| 205      | Cais do Sodré ⇄ Bairro Padre Cruz                |
| 711      | Sul e Sueste ⇄ Alto da Damaia                    |
| 746      | Marquês de Pombal ⇄ Santa Cruz-Damaia            |
| 767      | Campo dos Mártires da Pátria ⇄ Santa Cruz-Damaia |

### Carris Metropolitana
Portas de Benfica é também ponto de passagem das seguintes carreiras da Carris Metropolitana:
| Linha | Destino                                                                             |
| ----- | ----------------------------------------------------------------------------------- |
| 1008  | Amadora Este (Circular)                                                             |
| 1707  | Colégio Militar (Metro) ⇄ Casal da Mira (UBBO), circulação via Amadora Este (Metro) |
| 1713  | Algés (Terminal) ⇄ Amadora Este (Metro)                                             |
| 1717  | Colégio Militar (Metro) ⇄ Tercena, circulação via Amadora Este (Metro)              |
| 1720  | Colégio Militar (Metro) ⇄ Casal de Cambra, circulação via Amadora                   |
| 1721  | Colégio Militar (Metro) ⇄ Massamá (Casal do Olival)                                 |